# استان تمنراست
| استان تمنراست     | استان تمنراست        |
| ----------------- | -------------------- |
|                   |                      |
| DZ-11 (2019).svg  |                      |
| کشور              | الجزایر              |
| مساحت             | ۵۵۷٬۹۰۶ کیلومتر مربع |
| جمعیت             |                      |
| جمعیت             | ۱۸۶٬۰۸۴ (۱۹۹۸)       |
| تراکم جمعیت       | ۰٫۲۷/کیلومتر مربع    |
| شمارگان           |                      |
| شمارهٔ استان       | ۱۱                   |
| پیش‌شمارهٔ تلفنی    | ۰۲۹                  |
| تعداد فرمانداری‌ها | ۷                    |
| تعداد شهرستان‌ها   | ۱۰                   |
| کد پستی           | ۰۱۱۰۰۰               |

استان تَمَنراسِت بزرگ‌ترین استان کشور الجزایر است.
مرکز این استان شهر تمنراست است.
آب‌وهوای این استان صحرایی است و در بخشی از صحرای بزرگ آفریقا واقع شده‌است.